# 뉴라미니데이스
뉴라미니데이스 또는 뉴라미니다아제(neuraminidase)는 뉴라민산을 가수 분해 하는 효소이다. 반응 결과 생성물로 시알산이 생성된다.

## 뉴라미니데이스 억제제
뉴라미니데이스 억제제(neuraminidase抑制劑)는 인플루엔자 바이러스의 증식 과정에서, 바이러스 표면에 존재하는 뉴라미니다아제의 작용으로 바이러스가 숙주 세포에서 떨어져 나올 수 있는데, 뉴라미니데이스의 작용을 방해하여 바이러스의 증식을 억제하는 약물이다. 오셀타미비르와 자나미비르 따위가 있다.

## 같이 보기
- 헤마글루티닌
- H5N1